# Caspiomysis knipowitschi
Caspiomysis knipowitschi is een aasgarnalensoort uit de familie van de Mysidae. De wetenschappelijke naam van de soort is voor het eerst geldig gepubliceerd in 1907 door G.O. Sars.